# Бертолф фон Зьотерн
Бертолф фон Зьотерн (на немски: Bertolf von Soetern; † сл. 1349) е благородник от род Зьотерн (днес част от Нофелден в Саарланд), бургман на Шмидбург в Хунсрюк в Рейнланд-Пфалц и Гримберг в Северен Рейн-Вестфалия.
Той е син на Бертолф фон Зьотерн ’Млади’ († сл. 1306). Внук е на Бертолф фон Зьотерн 'Стари' († сл. 1298). Правнук е на Бертолф фон Зьотерн († сл. 1266). Потомък е на Бертолф де Сотере († сл. 1231).
През 1575 г. господството Зьотерн е наследено от фамилията фон Хунолщайн и се построява дворец. „Линията Зьотерн“ на род „Фогт фон Хунолщайн“ измира през 1716 г. с Ернст Лудвиг фон Хунолщайн (1644 – 1716).

## Фамилия
Бертолф фон Зьотерн се жени за фон Шварценберг. Те имат един син:
- Бертолф (Бертолд) фон Зьотерн († сл. 29 януари 1387), женен пр. 11 януари 1351 г. за Алверадис фон Оберщайн, дъщеря на Андреас фон Оберщайн и на де Росиерес; имат син:
  - Йохан фон Зьотерн († сл. 13 декември 1422/ или 1469), бургман на замък Оденбах, женен пр. 12 януари 1426 г. за Анна/Агнес фон Хунолщайн († сл. 12 януари 1426), дъщеря на фогт Йохан I фон Хунолщайн, господар на Цюш/Цуш († 1396) и Елизабет Кемерер фон Вормс († 1388)